# بوسطن وسكيغنيس (دائرة انتخابية في المملكة المتحدة)
بوسطن وسكيغنيس  (بالإنجليزية: Boston and Skegness) هي إحدى الدوائر الانتخابية في المملكة المتحدة الممثلة في مجلس العموم في برلمان المملكة المتحدة.
}}</ref>
عضو البرلمان الذي يمثلها حالياً هو :Mark Simmonds (Con).